# Aethionema glaucinum
Aethionema glaucinum là một loài thực vật có hoa trong họ Cải. Loài này được Greuter & al. mô tả khoa học đầu tiên năm 1983.